# Pavelló Pitiu Rochel
El Pavelló Pitiu Rochel és un edifici poliesportiu d'Alacant, on juga els seus partits d'handbol el Mar Alicante. Les seues instal·lacions multiusos permeten celebrar tot tipus d'esports.
Amb un aforament de 1.868 espectadors està situat al carrer Foguerer José Romeu Zarandieta, al barri de Sant Blai (Alacant), junt a altres edificis esportius de la ciutat com l'Estadi José Rico Pérez o el Centre de Tecnificació d'Alacant.
Va ser l'escenari d'alguns dels episodis més importants de la història de tots els equips d'handbol que han existit a Alacant, com el Calpisa i ara el Mar Alicante.